# باگاها
باگاها (به انگلیسی: Bagaha) یک زیستگاه انسانی در هند است که در ناحیه چامپاران غربی واقع شده‌است.

## خصوصیات
باگاها  ۱۱۳٬۰۱۲ نفر جمعیت دارد و ۱۳۵ متر بالاتر از سطح دریا واقع شده‌است.